# James Quinn (atleta)
James Francis Quinn, detto Jimmy (Brooklyn, 11 settembre 1906 – Cranston, 12 luglio 2004), è stato un velocista statunitense.

## Palmarès
Giochi olimpici
- 1 medaglia:
  - 1 oro (staffetta 4×100 metri a Amsterdam 1928).